# Caterham F1
Caterham F1 Team este o echipă de Formula 1, cu sediul în Marea Britanie, care concurează sub steagul țării Malaysia. Caterham F1 Team a debutat în F1 în sezonul 2012.
La finele anului 2011, Caterham a cumpărat echipa Team Lotus și astfel a luat ființă Caterham F1 Team.

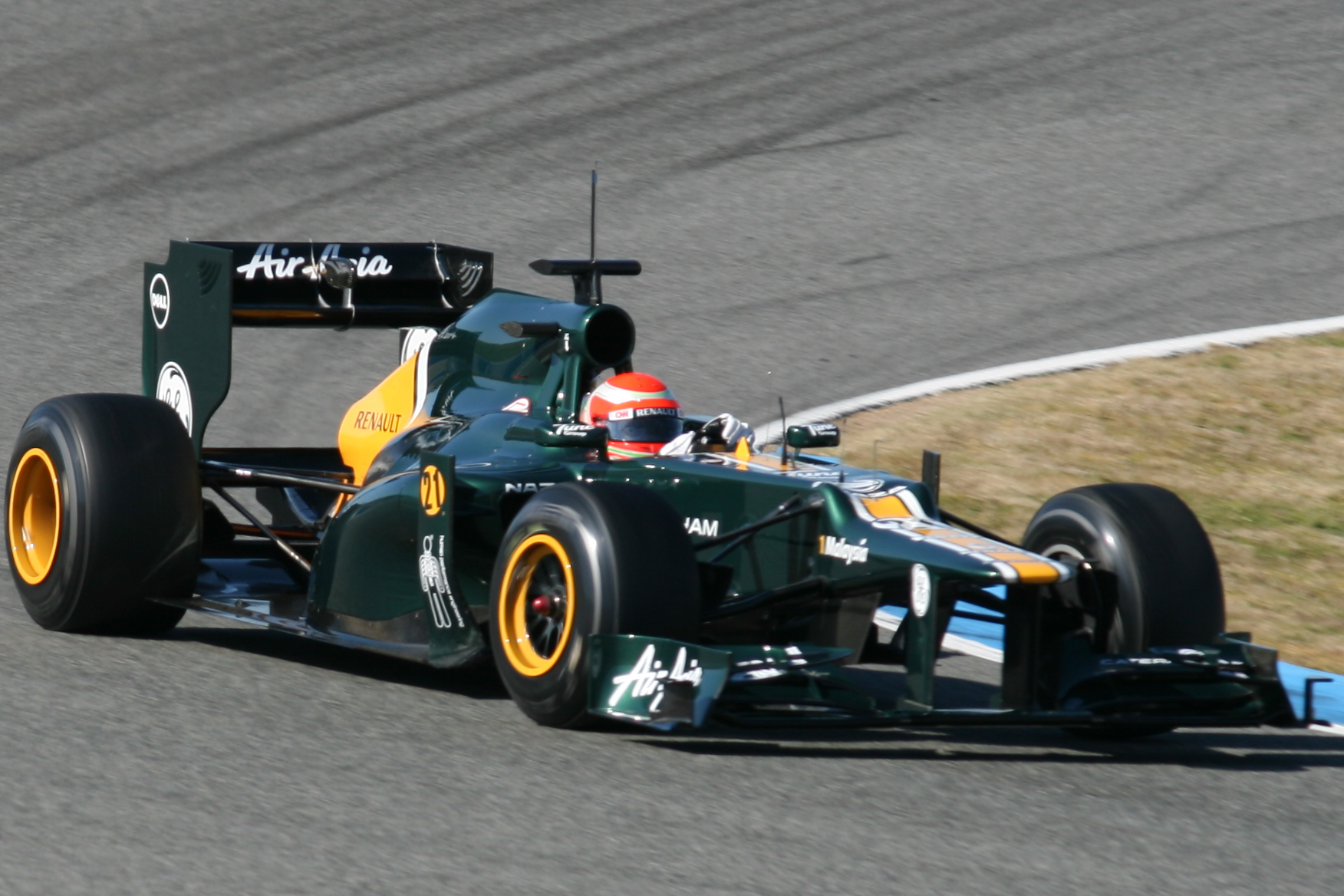
Jarno Trulli într-un bolid Caterham

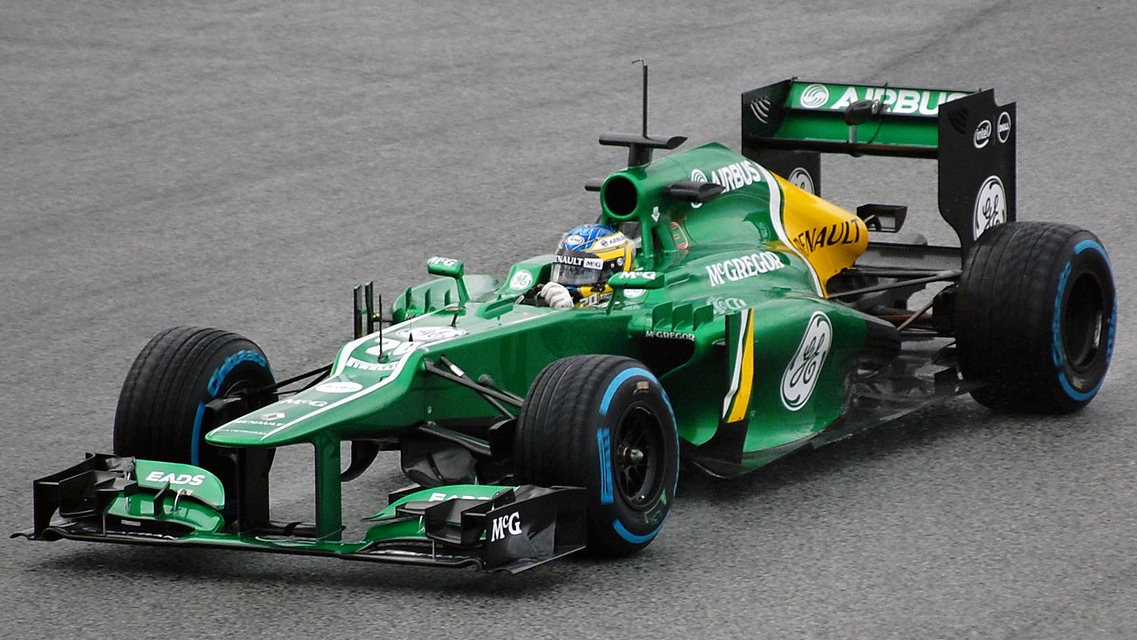
Charles Pic conducând un CT03 pe Circuit de Catalunya.

## Rezultate în Formula 1
| An   | Șasiu | Motor                           | Pneuri | Nr. | Piloți              | 1   | 2   | 3   | 4   | 5   | 6   | 7   | 8   | 9   | 10  | 11  | 12  | 13  | 14  | 15  | 16  | 17  | 18  | 19  | 20  | Points | WCC   |
| ---- | ----- | ------------------------------- | ------ | --- | ------------------- | --- | --- | --- | --- | --- | --- | --- | --- | --- | --- | --- | --- | --- | --- | --- | --- | --- | --- | --- | --- | ------ | ----- |
| 2012 | CT01  | Renault RS27-2012 2.4 V8        | P      |     |                     | AUS | MAL | CHN | BHR | ESP | MON | CAN | EUR | GBR | GER | HUN | BEL | ITA | SIN | JPN | KOR | IND | ABU | USA | BRA | 0      | 10    |
| 2012 | CT01  | Renault RS27-2012 2.4 V8        | P      | 20  | Heikki Kovalainen   | Ab  | 18  | 23  | 17  | 16  | 13  | 18  | 14  | 17  | 19  | 17  | 17  | 14  | 15  | 15  | 17  | 18  | 13  | 18  | 14  | 0      | 10    |
| 2012 | CT01  | Renault RS27-2012 2.4 V8        | P      | 21  | Vitali Petrov       | Ab  | 16  | 18  | 16  | 17  | Ab  | 19  | 13  | DNS | 16  | 19  | 14  | 15  | 19  | 17  | 16  | 17  | 16  | 17  | 11  | 0      | 10    |
| 2013 | CT03  | Renault RS27-2013 2.4 V8        | P      |     |                     | AUS | MAL | CHN | BHR | ESP | MON | CAN | GBR | GER | HUN | BEL | ITA | SIN | KOR | JPN | IND | ABU | USA | BRA |     | 0      | 11th  |
| 2013 | CT03  | Renault RS27-2013 2.4 V8        | P      | 20  | Charles Pic         | 16  | 14  | 16  | 17  | 17  | Ab  | 18  | 15  | 17  | 15  | Ab  | 17  | 19  | 14  | 18  | Ab  | 19  | 20  | Ab  |     | 0      | 11th  |
| 2013 | CT03  | Renault RS27-2013 2.4 V8        | P      | 21  | Giedo van der Garde | 18  | 15  | 18  | 21  | Ab  | 15  | Ab  | 18  | 18  | 14  | 16  | 18  | 16  | 15  | Ab  | Ab  | 18  | 19  | 18  |     | 0      | 11th  |
| 2014 | CT05  | Renault Energy F1-2014 1.6 V6 t | P      |     |                     | AUS | MAL | BHR | CHN | ESP | MON | CAN | AUT | GBR | GER | HUN | BEL | ITA | SIN | JPN | RUS | USA | BRA | ABU |     | 0*     | 11th* |
| 2014 | CT05  | Renault Energy F1-2014 1.6 V6 t | P      | 9   | Marcus Ericsson     | Ab  | 14  | Ab  | 20  | 20  | 11  | Ab  | 18  | Ab  | 18  | Ab  | 17  | 19  | 15  | 17  | 19  |     |     |     |     | 0*     | 11th* |
| 2014 | CT05  | Renault Energy F1-2014 1.6 V6 t | P      | 10  | Kamui Kobayashi     | Ab  | 13  | 15  | 18  | Ab  | 13  | Ab  | 16  | 15  | 16  | Ab  |     | 17  | DNS | 19  | Ab  |     |     |     |     | 0*     | 11th* |
| 2014 | CT05  | Renault Energy F1-2014 1.6 V6 t | P      | 45  | André Lotterer      |     |     |     |     |     |     |     |     |     |     |     | Ab  |     |     |     |     |     |     |     |     | 0*     | 11th* |